# Annihilation (physique)
Pour les articles homonymes, voir Annihilation.
En physique, l’annihilation ou anéantissement correspond à la collision entre une particule sous-atomique et son antiparticule respective. Puisque l’énergie et la quantité de mouvement doivent être conservées, les particules ne se muent pas en rien, mais plutôt en nouvelles particules. Les antiparticules possèdent des nombres quantiques exactement opposés à ceux des particules, donc la somme des nombres quantiques du pair égale zéro. Ainsi, le processus peut donner naissance à n’importe quel jeu de particules dont la somme des nombres quantiques est égale à zéro, pourvu que la conservation d’énergie et de la quantité de mouvement soient respectées. Lors de la collision entre une particule et son antiparticule, leur énergie se transforme en particule porteuse de force, tel le boson W+/W-, porteuse de force W/Z ou un photon. Ces particules se transforment plus tard en autres particules.
Lors d’une annihilation à faible énergie, la production des photons est favorisée, puisque ces particules-ci n’ont pas de masse. Cependant les collisionneurs des particules à haute énergie causent des annihilations qui créent un éventail de particules lourdes exotiques.

## Exemples d’annihilation

### Électron-positron

Un diagramme de Feynman montrant l’annihilation mutuelle d’un électron et d’un positron en deux photons.

Lorsqu’un électron de faible énergie anéantit un positron (antiélectron), cette paire ne peut produire que trois ou quatre photons gamma, puisque l’électron et le positron ne portent pas suffisamment de masse-énergie pour produire des particules plus lourdes, et puisque la conservation d’énergie et de la quantité de mouvement ne permettent que la création d’un seul photon. Lorsqu’un électron et un positron se heurtent, s’anéantissent et génèrent des rayons gamma, de l’énergie est dégagée. Les deux particules ont une énergie au repos de 511 kiloélectron-volts (keV). L’énergie dégagée par une transformation totale de leur masse équivaut à leurs énergies au repos, dans la forme de rayons gamma, chacun ayant une énergie de 511 keV. Parce que le positron et l’électron se trouvent brièvement au repos au cours de l’annihilation, le système manque de quantité de mouvement à ce moment-là, ce qui explique la génération de deux rayons gamma. La conservation de la quantité de mouvement ne se réaliserait pas si un seul photon était créé dans cette réaction. Et la quantité de mouvement et l’énergie sont conservées, avec 1 022 keV de rayons gamma diffusés dans des directions opposés (expliquant le manque de quantité de mouvement du système). Cependant, si l’énergie cinétique des particules est inégale, d’autres particules peuvent naître. L’annihilation d’une paire électron-photon dont le résultat est un photon unique ne peut pas se produire dans l’espace libre parce que la quantité de mouvement ne serait pas conservée dans un tel processus. La réaction à l’envers est également impossible pour cette raison, sauf en présence d’une autre particule capable d’emporter l’excédent de quantité de mouvement. Néanmoins, dans la théorie quantique des champs ce processus est acceptable en tant qu’état quantique intermédiaire/mitoyen. Certains auteurs fournissent des justifications, soutenant que le photon existe pour un temps assez court pour que le principe d’incertitude puisse tenir compte de cette violation de la conservation de la quantité de mouvement.